# Olesicampe nigrifemur
Olesicampe nigrifemur là một loài tò vò trong họ Ichneumonidae.